# آسين دياكوفسكي
آسين دياكوفسكي (مواليد 20 أغسطس 1933) هو مبارز بالسيف بلغاري، مثّل بلاده في الألعاب الأولمبية الصيفية 1960.

## روابط خارجية
آسين دياكوفسكي على موقع أوليمبيديا (الإنجليزية)